# راجیف سوری
راجیف سوری (به هندی: राजीव सूरी) (زاده ۱۹۶۷) کارآفرین، بازرگان و مدیر ارشد اجرایی هندی-سنگاپوری است، که اکنون به‌عنوان مدیر عامل اجرایی شرکت نوکیا فعالیت می‌نماید.
وی پیش از این در فاصله سال‌های ۲۰۰۹ تا ۲۰۱۴ مدیرعاملی شرکت نوکیا سولوشنز اند نتورکس را برعهده داشت.